# Steve Stix
Steven McIntyre alias Steve Stix (* 28. November 1975 in Münster) ist ein deutscher DJ und Produzent im Bereich der elektronischen Tanzmusik für Techno und House.

## Leben
Steven McIntyre legte 1988 in Münster am britischen Schülerinternat Edinburgh School Popmusik von unter anderem Depeche Mode, Human League, Level 42, Acid House oder Inner City auf. 1990 absolvierte er ein Praktikum im Plattenladen King Music und war danach samstags als Verkäufer tätig, bis das Geschäft geschlossen wurde.
Die ersten Gigs als DJ Toyz folgten im Sommer 1993. Im folgenden Jahr besuchte er die Temple Raves im Jovel in Münster und wurde vom damaligen Resident DJ Oliver Froning aka DJ Raw (Dune) eingeladen, mit ihm gemeinsam zu spielen, woraufhin er einen Job als Resident DJ erhielt. Kurz darauf spielte er bei den After-Hours im Hawerkampkeller im heutigen Fusion Club und arbeitete gleichzeitig als freier Mitarbeiter beim ersten Free-Party-Magazin Sp(!)ace News, welches von den Gründern des Cosmic Clubs und des Elevator DJ Stores / Reloop betrieben wurde. Später war er als Redakteur tätig, bis Ende 1994 das Magazin durch das Erscheinen des Trendline Magazins (später Raveline) eingestellt wurde.
Anschließend rief er als Veranstalter die Veranstaltungsreihe Brain Ritual Rave und Brainstorm ins Leben, die er mit zwei ehemaligen Freunden organisierte. Diese Veranstaltungen wurden von Miss Djax, Miss Yetti, Hardsequencer, Ilsa Gold, Marcos Lopez, Hooligan und Scooter geheadlined.
1995 begann er im Cosmic Club als Support-DJ für DJs wie zum Beispiel Westbam, Steve Mason, Pascal FEOS, Mark NRG oder DJ Misjah. Im Juni 1996 begann er beim Elevator DJ Equipment Mail Order in der Hotline-Abteilung zu arbeiten. Stix wuchs mit der Firma und wurde später als Manager des Elevator Record Stores eingestellt.
1998 eröffnete der Cosmic Club nach zwei Jahren eine neue Location und er wurde als Resident DJ Teil des Clubs. Seitdem spielte er die Warm-Up für die DJs wie zum Beispiel Carl Cox, Sven Väth, Dave Angel, Paul van Dyk, Luke Slater, Miss Kittin, Chris Liebing.
Das Raveline Magazin wählte Steve Stix im März 1999 zu Deutschlands Resident DJ des Monats. Im selben Monat eröffnete er mit James MD seinen ersten Plattenladen namens „Dundrum Records“ in Münster, NRW's bestsortierter Record Store größter Mailorder für DJ Vinyl, der alle Bereiche der elektronischen Clubmusik abdeckt und das gleiche Independent-Label.
Bei der jährlichen Leserumfrage des Groove Magazins waren sie unter den Top 5 Record Stores in Deutschland.
Anfang 2000 wurde er Resident im Berliner Club Maria am Ostbahnhof bei den Vibe Events, wo er neben Kevin Saunderson, Green Velvet, DJ Rush oder Mr. C von The Shamen spielte. Seitdem ist er in verschiedenen Clubs in Deutschland und im Ausland unterwegs und wurde im Oktober 2000 vom Fusion Club zum DJ Favorite Münster's gewählt.
Ende 2000 eröffnete er zusammen mit DJ Lore (Hanne & Lore) und Heretic den „Bio Rhythmus“ Record Store powered by Dundrum Records – eine Filiale in Bielefeld und es folgte ein weiterer Store (King Music) in Münster für Black & Urban Music im Titus Skates Flagship Store in Münster, sowie in Hamburg. Ende 2003 trennte sich Steve von seinem ehemaligen Partner und verkaufte seine Anteile, behielt aber die Marke Dundrum. 2004 eröffnete er zusammen mit DJ MRC aka Marco Cenacchi „Global Grooves“, einen neuen Plattenladen und Mailorder Versand neben dem Elevator DJ Store. 2006 wurde der Laden aufgrund des Kaufverhaltens der Kunden und der vorherrschenden Digitalisierung geschlossen.
2004 gründete er mit seinem langjährigen Freund und DJ-Kollegen Lars Nielsen die Veranstaltungsreihe „Monopark“, die einmal im Monat im Club Favela in Münster stattfand und 2013 in den Conny Kramer, neben dem Favela und Fusion Club umzog.
Anfang 2005 nahm er als Jurymitglied an den Electronic Dance Music Awards in den Messehallen Hannover teil.
Seit 2006 ist er alleinverantwortlich für die Monopark-Veranstaltungen und prägte mit Monopark maßgeblich die Münsteraner Elektronikszene und eine große Popularität weit über Münsters Grenzen hinaus.
2008 zog es ihn zurück an den Schreibtisch und er gründete das Monopark Artist Management, eine kleine Booking-Agentur für Kerstin Eden, 88UW, Mike Väth, Khetama u. a., die aber aus Zeitmangel wenige Monate später wieder eingestellt wurde.
Seit 2010 ist er neben seinen DJ-Aktivitäten und dem Events als freiberuflicher Grafikdesigner tätig.
2014 gründete er seine eigene Event- und Medienagentur SMCI-Medien.
2015 verabschiedete er sich von seinen kleinen, monatlich stattfindenden Events im Conny Kramer und Club Favela. Seitdem konzentriert er sich auf größere Events im 8 Wochen Turnus im Fusion Club und startet ein Club-Festival Konzept namens „We Are Robots“.
Im Laufe des Jahres 2020 begann er seine musikalischen Projekte zu finalisieren und stellte sich in der Pandemie neu auf und konzentrierte sich auf seine Produktivität in Musikproduktion und zog sich mehr und mehr aus der aktiven Veranstalterbranche zurück.
2023 wurden seine ersten Veröffentlichungen auf Traum Schallplatten und Stil vor Talent veröffentlicht.

## Diskografie
- Entropy (Traum Schallplatten; 2023)
- Petrichor  (Stil vor Talent; 2023)
- Iridescent (Katermukke; 2024)
- Subsist (Katermukke; 2024)